# مارتن بيرغر
مارتن بيرغر (بالفنلندية: Martin Berger)‏ هو لاعب هوكي الجليد فنلندي، ولد في 10 ديسمبر 1996 في توركو في فنلندا.

## وصلات خارجية
- مارتن بيرغر على موقع EliteProspects.com (الإنجليزية)
- مارتن بيرغر على موقع Eurohockey.com (الإنجليزية)
- مارتن بيرغر على موقع HockeyDB.com (الإنجليزية)